# سيركا توركا
سيركَّا توركَّا (Sirkka Turkka؛ هلسنكي، 2 فبراير 1939) شاعرة فنلندية. تترجم إلى عملها الآن 12 لغة.
و لدت توركـّا في عام 1939 ابنة للرائد يوسف فيلهلم توركـّا وإلسا ميريام لووكو . التحقت بالمدرسة في مونكينييمي و تخرجت بنجاح في عام 1962. ثم درست في جامعة هلسنكي حيث تحصلت في العام 1967 على درجة البكالوريوس في العلوم الإنسانية. ثم تخرجت عام 1970 من كلية تربية الخيول في أوبايا.
تعيش سيركا توركـّا في مدينة لوهيا و تعمل كاتبة حرة منذ عام 1974. في عام 1987 كانت أول شاعرة تنال جائزة فنلنديا . و شاركت مع برنامج جامعة ولاية آيوا للكتابة في عام 1991. وقد عملت توركـّا بمكتب تعليم هلسنكي في الستينات و 1971-1972 ، و رئيسة بالوكالة لمكتبة مستشفى أورورا سنة 1965 و مكتبة مستشفى نيكيلا 1974-1975.
خدمت في 1980-1981 مديرة لاسطبلات إسبو و1984-1986 و ممرضة خيول بقصر هونكولا في أوريالا.

## وصلات خارجية
- سيركا توركا على موقع ميوزك برينز (الإنجليزية)
- سيركا توركا على موقع ديسكوغز (الإنجليزية)